# Francesc Ferrer i Gironès
Francesc Ferrer i Gironès (Girona, 26 juli 1935 – Girona, 17 februari 2006) was een Catalaanse geschiedkundige, politicus en essayist.

## Loopbaan
Hij komt uit een eenvoudige familie. Hij werkte als klerk bij de Bloemfabriek Endesa en studeerde in avondonderwijs handel en werd later leraar aan de Handelsschool van Sabadell. Als padvinder ontwikkelde hij zijn talent voor leiderschap en ook zijn gevoeligheid voor de Catalaanse zaak. In 1963 werkt hij mee aan de oprichting van de nog steeds bestaande boekhandel Les Voltes in Girona: een van de eerste die boeken in het Catalaans verkocht, toen de franquistische dictatuur na jaren van totaal verbod iets minder streng werd. Aanvankelijk werd de naam Les Voltes geweigerd bij het handelsregister, wegens een verbod op firmanamen in “vreemde talen” volgens een ministerieel besluit uit 1940.
In 1972 werd hij verkozen als de eerste voorzitter van de nieuwe afdeling van Òmnium Cultural. Het jaar daarop werd hij vicevoorzitter van de Kamer van Koophandel van zijn geboortestad en later voorzitter. In die functie zette hij zich in voor zo diverse zaken als de bescherming van het water van de Ter of het inrichtingen van taalcursussen Catalaans. Hij was lid van de adviesraad van het Plataforma per la Llengua.
Vanaf de democratische overgang (1975-1978) wordt hij politiek actief. In een land dat meer dan veertig jaar zonder politieke partijen bestuurd werd, duurt het een tijdje voor hij zijn partijpolitieke heimat vindt. Na een begin bij CDC, geraakt hij via een tussenstap over de socialistische PSC uiteindelijk bij de linkse republikeinen van ERC terecht, alhoewel hij steeds zijn onafhankelijkheid bewaart. De verdediging van de Catalaanse taal en territorium blijft van in het begin een van zijn permanente agendapunten. Hij staat aan de wieg van de coöperatieve Papyrus, waaruit het dagblad El Punt en later El Punt Avui zal groeien.
Als essayist is hij bekend voor zijn zeer gedocumenteerde historische essays, veelal rond het thema van het Catalaans, de politieke vervolging van de taal en de moeizame normalisatie na de dictatuur.
Voor zijn inzet voor de taal, de politiek, de coöperatieve beweging en de sociale economie krijgt hij in 2005 het ereteken Creu de Sant Jordi.

## Legaat
In 2006 wordt in samenwerking met de uitgeverij La Busca de “literaire prijs Francesc Ferrer i Gironès” gesticht. Bij de vijfde verjaardag van zijn overlijden wordt de Associació Francesc Ferrer i Gironès opgericht, een voorbereidende stap voor een latere stichting.
Zijn archief, meer dan vijftien meter documenten die de periode van 1945 tot 2007 bestrijken, heeft hij aan het Catalaans Nationaal Archief geschonken en is toegankelijk voor wetenschappelijk onderzoek.
Zijn historisch essay over Isabel Vilà i Pujol (1843-1896), een van de eerste vakbondsvrouwen uit de negentiende eeuw, diende in 2013 mede als basis voor de musical IsaVel, een Catalaanse Evita.

## Werken

### Essay
- La persecució política de la llengua catalana (De politieke vervolging van de Catalaanse taal – 1985)[9]
- Via Fora! (1982)
- Catalunya light... els espanyols no són catalans (Catalonië light… Spanjaarden zijn geen Catalanen – 1986)[10]
- Lletres de batalla (Strijdbrieven – 1989)
- La insubmissió lingüística (Taalkundige ongehoorzaamheid – 1990)
- Els Drets lingüístics dels catalanoparlants (De taalrechten van de catalaanssprekenden – 1990)
- Catalanofòbia, Història del pensament anticatalà (Catalonofobie, Geschiedenis van de anticatalaanse gedachte – 2000)[11]
- El Gran Llibre per la Independencia (Het grote boek van de onafhankelijkheid – 2004).[12]
- Isabel Vilà. La primera sindicalista catalana (Isabel Vilà, de eerste Catalaanse vakbondsvrouw - 2005)[13]
- Joan Tutau i Vergés (2006) (over Joan Tutau, minister van financiën van de Eerste Spaanse Republiek)

### Economische en sociale studies
- Estructura comercial a les comarques gironines (1972) (De handel in de comarques van Girona)
- Una acció per l’habitatge (1991) (Actie voor woningen)
- Els moviments socials a les comarques gironines (1998) (Sociale bewegingen in Girona)

- Biblioteca Nacional de España: XX847031
- Bibliothèque nationale de France: cb12054649f (data)
- Catàleg d'autoritats de noms i títols de Catalunya: 981058512806506706
- Gemeinsame Normdatei: 1047961067
- International Standard Name Identifier: 0000 0001 0911 9436
- Library of Congress Control Number: n84235158
- Nederlandse Thesaurus van Auteursnamen: 075124041
- Système universitaire de documentation: 028781422
- Virtual International Authority File: 68949044
- WorldCat: E39PBJmDmgphBt8JPd9kM6vyh3